# Goniapteryx subviolacea
Goniapteryx subviolacea là một loài bướm đêm trong họ Erebidae.